# Lída Baarová

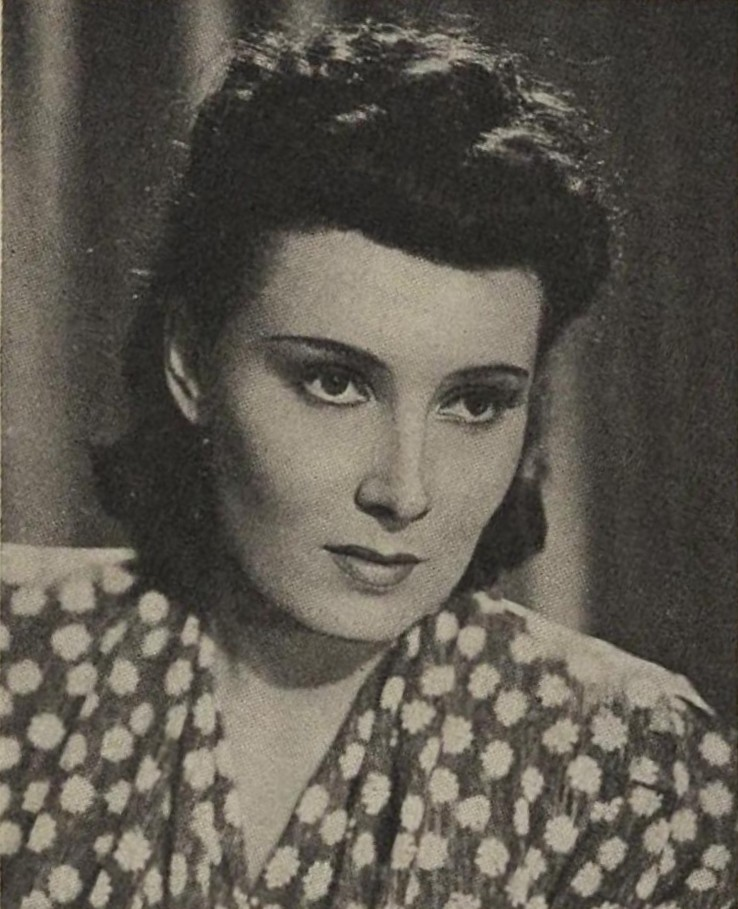
Lída Baarová (1940)

Lída Baarová (* 7. September 1914 als Ludmila Babková in Prag, Österreich-Ungarn; † 27. Oktober 2000 in Salzburg) war eine tschechische Schauspielerin und Sängerin. Durch ihre Nähe zur nationalsozialistischen Elite, insbesondere ihre Affäre mit Joseph Goebbels, war sie zeitlebens umstritten.

## Leben
Nach ihrer Ausbildung am Schauspielkonservatorium in Prag drehte Lída Baarová mit 17 Jahren ihren ersten Film. Sie nahm auch einige Schallplatten auf.

### Erste Jahre in Deutschland und Beziehung mit Gustav Fröhlich
1934 wurde sie von der UFA engagiert, lernte Deutsch und drehte 1935 Barcarole. Die männliche Hauptrolle in dieser Produktion spielte der verheiratete deutsche Schauspieler Gustav Fröhlich – bekannt aus Fritz Langs Metropolis –, mit dem Baarová fortan liiert war; sie bewohnten zusammen ein Haus auf der Insel Schwanenwerder in Berlin. Nach einer Fehlgeburt konnte sie keine Kinder mehr bekommen.
Es folgten weitere Filme wie Einer zuviel an Bord (1935), Verräter (1936), Patrioten (1937) und Die Fledermaus (1937) sowie Engagements am Deutschen Theater und an der Volksbühne Berlin. Baarová wurde von der deutschen Filmindustrie in der Rolle als exotischer Vamp eingesetzt und verkörperte bis 1938 fast ausschließlich solche Charaktere. Ein lukratives Angebot, einen 7-jährigen hoch dotierten Vertrag aus Hollywood, lehnte sie ab. Reichspropagandaleiter Goebbels hatte angekündigt, dass sie im Fall ihrer Rückkehr aus den USA in Deutschland keine Engagements bekommen würde.

### Beziehung zu Goebbels
Nachdem Joseph Goebbels sie bei Gustav Fröhlich aufgesucht hatte, wurde sie zur Geliebten des Reichspropagandaleiters. Das Verhältnis wurde auch öffentlich diskutiert. Goebbels war bereit, sich wegen Baarová scheiden zu lassen. Erst auf Betreiben von Magda Goebbels beendete ein Machtwort Adolf Hitlers das Verhältnis. Der deutsche Geheimdienst ließ in dieser Zeit Baarová beschatten. So übersetzte Heinz Friedrich Wendt die Telefonate zwischen Baarová und ihrer Mutter.
Eine Dokumentation des tschechischen Fernsehens Česká televize aus dem Jahr 2013 erzählt eine andere Version. Lída Baarová sagt im Interview, sie habe Goebbels nicht gemocht, aber für sich keinen anderen Ausweg gefunden. Sie gibt an, ab dem Tag, an dem Goebbels sie bei ihrem damaligen Lebenspartner Fröhlich aufsuchte und mit diesem eine Aussprache hielt, Angst vor Goebbels gehabt zu haben. Es gibt Liebesbriefe, in denen Goebbels an Baarová schreibt, eine Insel im Stillen Ozean entdeckt zu haben, auf der sie und er wie Adam und Eva leben würden. Später habe sie deshalb Hitler aufgesucht und um Intervention gebeten. Hitler wies Goebbels daraufhin zurecht. Als Begründung diente ihm, dass es zum Zeitpunkt des Anschlusses des Sudetenlandes an das Deutsche Reich höchst unpassend war, dass sein Propagandaminister eine Liebelei mit einer Tschechin unterhielt; schließlich wurde Goebbels’ Familie in den Medien als nationalsozialistische Musterfamilie dargestellt.

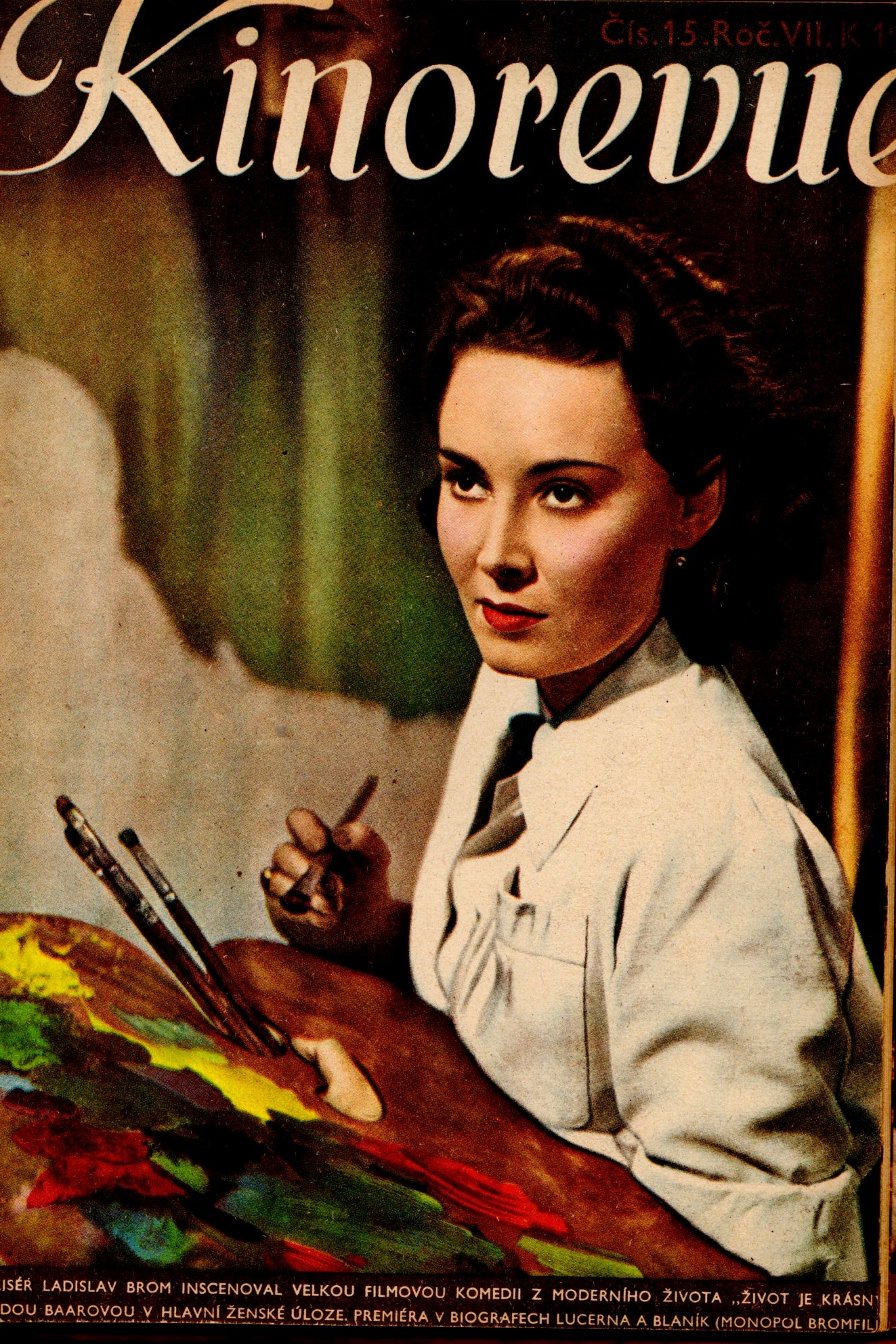
Baarová auf dem Titelblatt des tschechischen Magazins Kinorevue (1940)

Baarová sprach bis zu ihrem Tod stets davon, dass ihre Beziehung mit Goebbels rein platonisch gewesen sei, und bezeichnete die ihr nachgesagte Liebesaffäre als eine Lüge. In einem Interview für eine Sendung von ZDF-History sprach sie über ihre Beziehung zu Goebbels und die damit verbundenen Folgen für sie.

„Ich habe ihn geliebt auf meine Weise. Ich war sehr jung. Sie dürfen nicht vergessen, ich war 22 Jahre alt. Und da ist man ja sehr anfällig für diese Sachen. Ich hab eigentlich seine Liebe geliebt. Er hat mich so sehr geliebt, dass ich der Liebe verfallen bin. Er wollte immer, dass ich herausfahre und er war furchtbar eifersüchtig. Ich hab so viel zu tun gehabt. Ich bin manchmal mit Zorn in den Augen, mit Tränen bin ich rausgefahren, aber ich konnte nicht anders.“

### Flucht in die Tschechoslowakei und Exkurs nach Italien
Infolge von Hitlers Eingriff in diese Beziehung erhielt Baarová 1938 von Graf Helldorff, dem Berliner Polizeipräsidenten, Spielverbot und durfte das Deutsche Reich nicht verlassen. Die Folge davon war, dass Baarová keine Engagements mehr in Deutschland erhielt. Ihr 1938 gedrehter Film Preußische Liebesgeschichte (mit Willy Fritsch) erhielt Aufführungsverbot und wurde erst 1950 unter dem Titel Liebeslegende in Westdeutschland gezeigt.
Im Jahr 1939 ging Baarová zurück in ihre Heimatstadt Prag. Sie wohnte mit ihren Eltern und ihrer Schwester Zorka Janů, die ebenfalls eine talentierte Schauspielerin war, in einer Villa, die Baarová vom Architekten Ladislav Žák 1937 für sich und ihre Eltern im Villenviertel Hanspaulka hatte bauen lassen. In Prag konnte Baarová wieder spielen, und bis Ende des Jahres 1941 hat sie wahrscheinlich die erfolgreichsten Filme ihrer Karriere gedreht. Jedoch holte Baarová das Spielverbot von 1938 in Prag Ende 1941 ein. 1942 ging sie nach Italien und drehte dort fünf Filme. 1943 musste Baarová nach Prag zurückkehren.

### Nachkriegszeit: zwei Ehen und Umzug nach Österreich

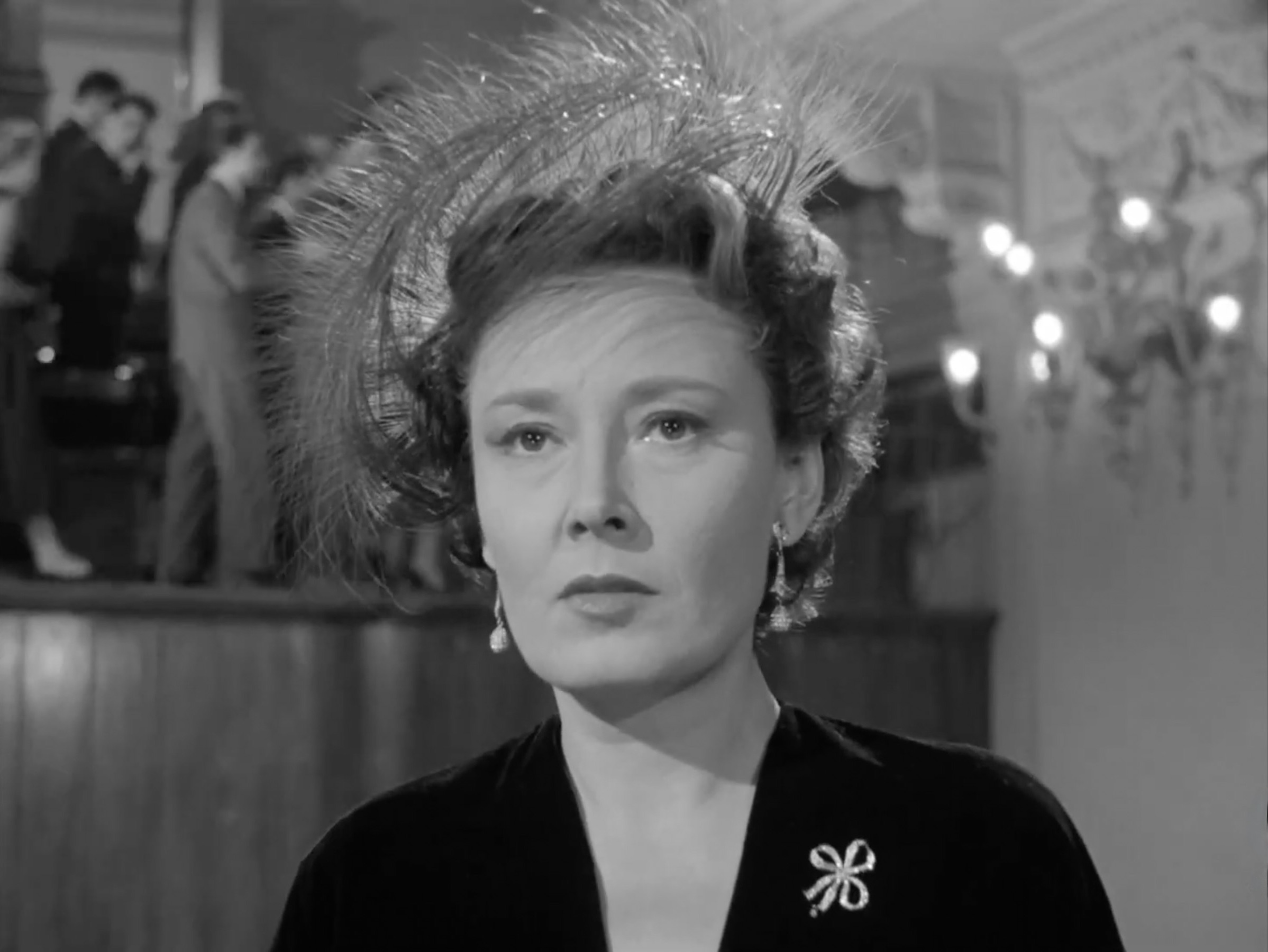
Baarová im Film Pietà per chi cade (1954)

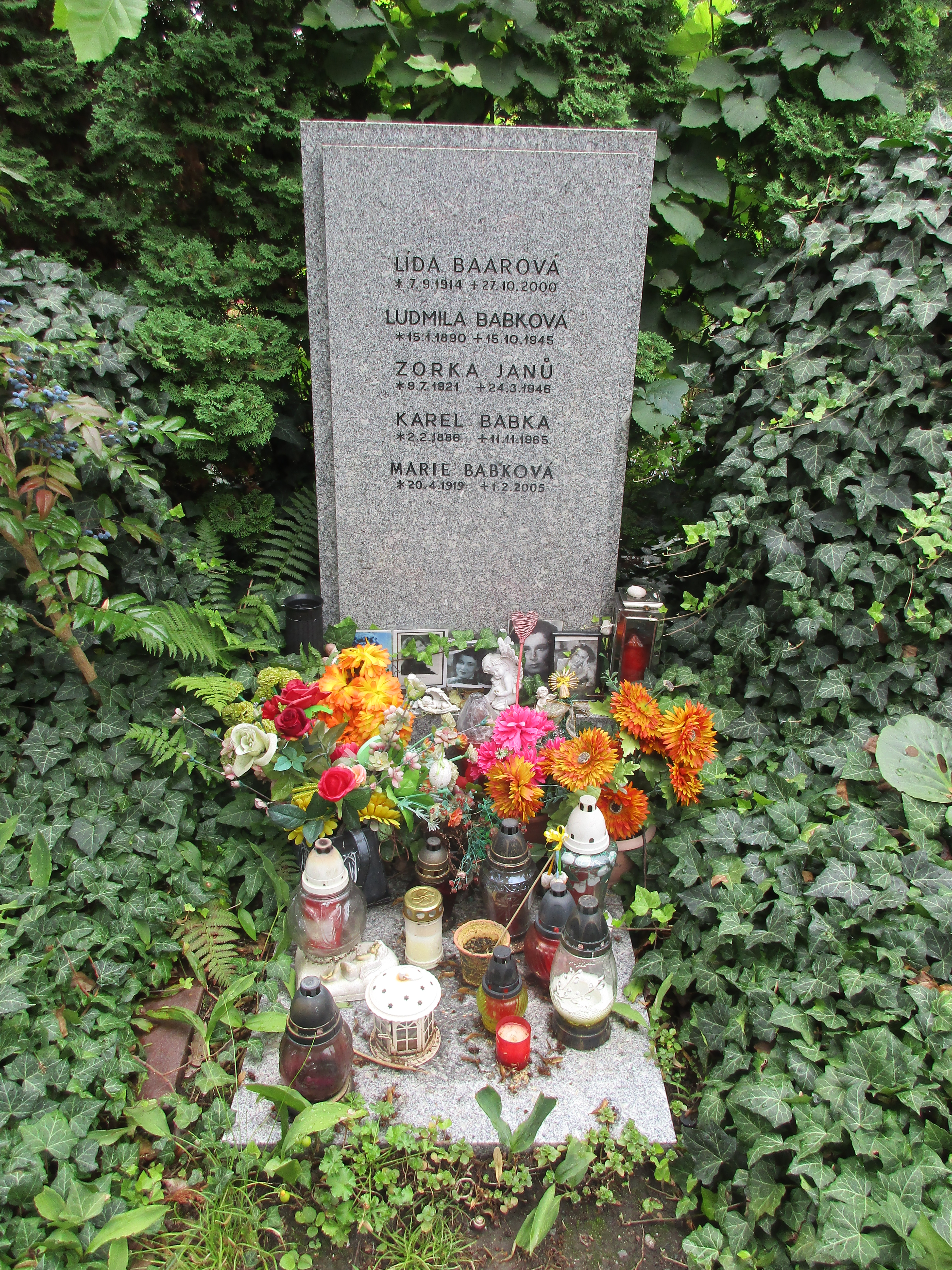
Grabstelle von Lída Baarová auf dem Friedhof in Strašnice

1945 wurde sie in der Tschechoslowakei wegen Kollaborationsverdachts inhaftiert und nach 18 Monaten wieder freigelassen und rehabilitiert. Ihre Beziehung zu Goebbels habe vor der Zeit der „Gefährdung der Tschechoslowakei durch das Deutsche Reich“ stattgefunden, und sie habe auch später nicht mit deutschen Behörden kollaboriert. Im Zuge des Verfahrens wurde festgestellt, dass sie weder Menschen denunziert noch angezeigt hatte. Ihre Mutter starb während eines Verhörs an einem Herzinfarkt. Ihre Schwester Zorka Janů beging im März 1946 Suizid, nachdem sie als Schwester einer mutmaßlichen Kollaborateurin Hitlerdeutschlands keine Engagements in der Tschechoslowakei bekommen hatte. Lída Baarová heiratete 1947 einen der wenigen Menschen, die sie während ihrer Haft besucht hatten: den Puppenspieler Jan Kopecký, und emigrierte 1948 mit ihm über Österreich nach Argentinien, von wo sie aber wieder nach Österreich zurückkehrten.
1956 ließ sie sich von ihrem Mann scheiden und spielte Theater in Österreich und Deutschland. Sie trat unter anderem in Goethes Götz von Berlichingen bei den Burgfestspielen Jagsthausen auf. In den 1950er Jahren drehte sie wieder einige Filme in Italien und Spanien, unter anderem trat sie in Die Müßiggänger von Federico Fellini auf.
1969 heiratete sie in Salzburg den österreichischen Mediziner Kurt Lundwall; die Ehe hielt bis zu seinem Tod 1972. Lída Baarová verbrachte den Rest ihres Lebens in Salzburg, wo sie im Oktober 2000 starb. Sie hat ihre tschechische Staatsbürgerschaft niemals aufgegeben.
Lída Baarová wurde auf dem Friedhof des Prager Krematoriums Strašnice im Familiengrab beigesetzt. Hier liegt sie zusammen mit ihrer Mutter, ihrem Vater, Schwester Zorka sowie der zweiten Frau des Vaters, Marie.

## Filmografie (Auswahl)
- 1931: Die Karriere des Paul Camrda (Kariéra Pavla Camrdy)
- 1934: Ein Mann, der sich zerreißen muß (Pán na roztrhání)
- 1934: Die Versuchung der Frau Antonie (Pokušení paní Antonie)
- 1934: Grandhotel Nevada
- 1935: Barcarole
- 1935: Ein Teufelskerl (Leutnant Bobby, der Teufelskerl)
- 1935: Einer zuviel an Bord
- 1936: Die Stunde der Versuchung
- 1936: Verräter
- 1936: Die Komödiantenprinzessin (Komediantská princezna)
- 1936: Die kleine Schneiderin (Svadlenka)
- 1937: Menschen auf der Eisscholle (Lidé na kře)
- 1937: Jungfernschaft (Panenství)
- 1937: Patrioten
- 1937: Die Fledermaus
- 1938: Der Spieler
- 1938/50: Preußische Liebesgeschichte
- 1939: Das Mädchen in Blau (Dívka v modrém)
- 1939: Der feurige Sommer (Ohnivé léto)
- 1940: Wenn die Nächte still sind (Za tichých nocí)
- 1943: Grazia
- 1943: Ti conosco, mascherina!
- 1944: Turbína
- 1944: La fornarina
- 1944: Il cappello da prete
- 1945: L’ippocampo
- 1945: Vivere ancora
- 1946: La sua strada
- 1950: La bisarca
- 1951: Gli amanti di Ravello
- 1951: La vendetta di una pazza
- 1953: Gli innocenti pagano
- 1953: Die Müßiggänger (I vitelloni)
- 1954: Pietà per chi cade
- 1956: Miedo
- 1956: Todos somos necesarios
- 1956: La mestiza
- 1956: Viaje de novios
- 1957: Blutige Rhapsodie (Rapsodia de sangre)
- 1957: Das nackte Leben (El batallón de las sombras)
- 1958: Himmel in Flammen (Il cielo brucia)

## Werke
- mit Josef Škvorecký: Útěky: život české herečky. Sixty-Eight Publ., 1983, ISBN 978-0-88781-133-3 (tschechisch).
- Života sladké hořkosti. Sfinga, Ostrava 1991, ISBN 80-900578-5-3 und Ametyst, Prag 2005, ISBN 978-80-85837-72-8 (tschechisch).
  - deutsch: Die süße Bitterkeit meines Lebens. Memoiren des Ufa-Stars und Goebbels’ Geliebter. Hrsg. und überarbeitet von Richard Kettermann und Uwe Schmidt. Aus dem Tschechischen übersetzt von Peter Mráz. Kettermann und Schmidt, Koblenz 2000, ISBN 978-3-934639-00-3.

## Werke über Lída Baarová

### Film
- Ihre Lebensgeschichte wurde 2015 vom tschechischen Regisseur Filip Renč im Kinofilm Die Geliebte des Teufels verfilmt, mit Tatiana Pauhofová als Lída Baarová und Karl Markovics als Joseph Goebbels.[9]
- Zkáza krásou – Doomed Beauty. Dokumentarfilm, Tschechische Republik, 2016, 90 Min., Buch und Regie: Helena Třeštíková, Jakub Hejna